# 巴亚兹
巴亚兹（阿拉伯语：‎）位于阿尔及利亚北部，是巴亚兹省的首府。